# Коли я закоханий
«Коли я закоханий» (ісп. Cuando me enamoro) — мексиканський телесеріал 2010-2011 рр. у жанрі драми, мелодрами, який створила компанія Televisa. В головних ролях — Сільвія Наварро, Хуан Солер, Росіо Банкельс, Рене Касадос, Джульета Роузен, Джессіка Коч, Хосе Рон, Лісардо. Перша серія вийшла в ефір 5 липня 2010 року. Серіал має 1 сезон. Завершився 181-м епізодом, який вийшов у ефір 13 березня 2011 року. Продюсер серіалу — Карлос Морено. Серіал є адаптацією мексиканського серіалу «La mentira», 1998 року.

## Сюжет
Херонімо випадково знайомиться з Ренатою, з першого погляду зачарований її красою. І хоча він нічого не знає про неї, між ними зароджується кохання, яке назавжди змінить їхнє життя. Доля та інтриги Хосефіни і Роберти призводять до того, що Херонімо помилково вважає, ніби Рената зустрічалася з його зведеним братом Рафаелем, і через її зраду Рафаель наклав на себе руки. З цієї причини Херонімо клянеться на могилі Рафаеля, що його смерть не залишиться безкарною. І незважаючи на величезну любов до Ренати, він обдурить її і змусить страждати, щоб вона заплатила за біль, який нібито завдала його братові.

## Актори та ролі
| Актор                   | Роль                                                          |
| ----------------------- | ------------------------------------------------------------- |
| Сільвія Наварро         | Рената Монтеррубіо Альварес де Лінарес / Регіна Гамба Соберон |
| Хуан Солер              | Херонімо Лінарес де ла Фуенте                                 |
| Росіо Банкельс          | Хозефіна «Фіна» Альварес Ескандон де Монтеррубіо              |
| Джессіка Коч            | Роберта Монтеррубіо Альварес / Роберта Гамба Альварес         |
| Рене Касадос            | Гонсало Монтеррубіо                                           |
| Джульета Роузен         | Регіна Соберон                                                |
| Гільєрмо Капетільйо     | Антоніо Іріондо                                               |
| Альфредо Адаме          | Оноріо Санчес                                                 |
| Лурдес Мунгія           | Констанца Монтеррубіо де Санчес                               |
| Йоланда Меріда          | Мануела                                                       |
| Марта Хулія             | Марина Сепульведа                                             |
| Лісардо                 | Агустін Дюнант                                                |
| Хосе Рон                | Матіас Монтеррубіо                                            |
| Одісео Бічір            | Альваро Несме                                                 |
| Луїс Гатіка             | Ласаро Лопес                                                  |
| Йоланда Вентура         | Каріна «Карі» Агілар де Несме                                 |
| Греттел Вальдес         | Матильда «Маті» Лопес                                         |
| Карлос де ла Мота       | Карлос Естрада                                                |
| Алейда Нуньєс           | Альфонсіна Кампос Флорес де Фієрро                            |
| Алехандро Руїз          | Езекіель Фієрро                                               |
| Фердінандо Валенсія     | Хосе Марія "Чема" Касільяс                                    |
| Хуліо Манніно           | Сауль Гвардіола                                               |
| Венді Гонсалес          | Адріана Санчес Бельтран 1                                     |
| Флоренсія де Сарачо     | Адріана Санчес Бельтран 2                                     |
| Андреа Мартінес         | Кароліна Лінарес Де ла Фуенте                                 |
| Елеазар Гомес           | Анібал Куевас                                                 |
| Себастьян Суріта        | Рафаель Гутьєррес де ла Фуенте                                |
| Магда Каріна            | Маріца Дель Ріо / Бланка Окампо / Домініка Де ла Рівера       |
| Уго Масіас Макотела     | отець Северіно                                                |
| Ірма Дорантес           | Каталіна «Донья Ката», вдова Соберон                          |
| Олівія Басіо            | Інес Фонсека                                                  |
| Антоніо Медельїн        | Ісідро Дель Валле                                             |
| Сорайда Гомес           | Хульєта Монтіель                                              |
| Ілітія Мансанілья       | Арелі                                                         |
| Давид Остроскі          | Бенхамін Касільяс                                             |
| Джеральдін Гальван      | Аліссон Контрерас                                             |
| Мішель Рамалья          | Прісцилла                                                     |
| Марко Уріель            | Канту                                                         |
| Джекі Гарсія            | Селена Карраско                                               |
| Хесус Море              | Дієго Лара                                                    |
| Ванесса Матео           | Лореа                                                         |
| Пабло Крус Герреро      | Даніель                                                       |
| Хорхе Альберто Боланьос | Раміро Сото                                                   |
| Суссан Таунтон          | Лучіана Пеніше                                                |
| Ракель Морелл           | Агата Белтран                                                 |
| Марко Муньос            | Герман Ібаррола                                               |
| Артуро Пеніче           | єпископ Хуан Крістобаль Гамбоа Мартеллі                       |
| Себастьян Рульї         | Роберто Гамба Сальгадо                                        |
| Лідія Авіла             | Регіна Соберон де Гамба (молода)                              |
| Маргарита Маганья       | Хосефіна «Пепа» Альварес Ескандон (молода)                    |
| Хорхе де Сілва          | Гонсало Монтеррубіо (молодий)                                 |

## Сезони
| Сезон | Епізоди | Епізоди | Оригінальний показ | Оригінальний показ | Оригінальний показ |
| Сезон | Епізоди | Епізоди | Перший показ       | Останній показ     | Мережа             |
| ----- | ------- | ------- | ------------------ | ------------------ | ------------------ |
| 1     | 181     | 181     | 5 липня 2010       | 13 березня 2011    | Las Estrellas      |

## Аудиторія
| Країна трансляції | Сезон | Розклад       | Серії | Перший ефір    | Перший ефір | Останній ефір   | Останній ефір | Середній бал |
| Країна трансляції | Сезон | Розклад       | Серії | Дата           | Дата        | Дата            | Дата          | Середній бал |
| ----------------- | ----- | ------------- | ----- | -------------- | ----------- | --------------- | ------------- | ------------ |
| Мексика           | 1     | 19:15 — 20:15 | 181   | 5 липня 2010   | 19,4        | 13 березня 2011 | 26,9          | 18,9         |
| Бразилія          | 1     | 18:30 — 19:30 | 156   | 20 липня 2020  | 6           | 22 лютого 2021  | 8             | 6,81         |
| США               | 1     | 19:00 — 20:00 | 181   | 20 квітня 2011 | 10,7        | 6 квітня 2012   | 16,2          | 12           |

## Рейтинги серій

### Сезон 1 (2010—2011)
| Мексика  | Мексика | Мексика  | Мексика | Мексика  | Мексика | Мексика   | Мексика | Мексика   | Мексика |
| -------- | ------- | -------- | ------- | -------- | ------- | --------- | ------- | --------- | ------- |
| серія 1  | 19,40   | серія 31 | 14,50   | серія 61 | 18,80   | серія 100 | 20,40   | серія 150 | 20,10   |
| серія 2  | 19,80   | серія 32 | 15,70   | серія 62 | 18,40   | серія 101 | 19,20   | серія 151 | 19,30   |
| серія 3  | 18,70   | серія 34 | 16,10   | серія 63 | 19,70   | серія 102 | 20,40   | серія 152 | 19,40   |
| серія 4  | 17,00   | серія 35 | 14,80   | серія 65 | 19,00   | серія 103 | 19,50   | серія 153 | 19,20   |
| серія 5  | 17,10   | серія 36 | 15,40   | серія 66 | 20,30   | серія 104 | 19,50   | серія 154 | 20,70   |
| серія 6  | 16,80   | серія 37 | 15,70   | серія 67 | 19,30   | серія 105 | 20,80   | серія 155 | 19,60   |
| серія 7  | 17,80   | серія 39 | 18,20   | серія 69 | 19,30   | серія 106 | 19,60   | серія 156 | 19,90   |
| серія 8  | 16,70   | серія 40 | 17,10   | серія 70 | 20,10   | серія 112 | 21,30   | серія 158 | 20,10   |
| серія 9  | 15,80   | серія 41 | 17,70   | серія 71 | 19,30   | серія 115 | 18,80   | серія 159 | 20,50   |
| серія 10 | 14,90   | серія 42 | 17,70   | серія 72 | 20,10   | серія 116 | 19,30   | серія 160 | 19,80   |
| серія 11 | 15,80   | серія 43 | 17,30   | серія 73 | 20,40   | серія 117 | 19,20   | серія 161 | 21,30   |
| серія 12 | 16,50   | серія 45 | 15,20   | серія 75 | 19,20   | серія 118 | 19,30   | серія 162 | 20,70   |
| серія 14 | 15,30   | серія 46 | 16,30   | серія 77 | 19,30   | серія 119 | 19,00   | серія 165 | 22,60   |
| серія 15 | 15,50   | серія 47 | 17,30   | серія 78 | 20,40   | серія 125 | 13,00   | серія 166 | 23,30   |
| серія 16 | 16,90   | серія 48 | 17,10   | серія 79 | 19,80   | серія 139 | 20,40   | серія 167 | 24,20   |
| серія 17 | 16,80   | серія 49 | 17,60   | серія 80 | 18,90   | серія 140 | 19,60   | серія 168 | 22,90   |
| серія 18 | 16,60   | серія 50 | 16,90   | серія 81 | 19,00   | серія 141 | 20,00   | серія 169 | 22,50   |
| серія 20 | 15,70   | серія 51 | 15,80   | серія 82 | 19,70   | серія 142 | 21,00   | серія 170 | 22,80   |
| серія 21 | 15,80   | серія 52 | 17,50   | серія 85 | 17,80   | серія 144 | 20,90   | серія 171 | 20,30   |
| серія 22 | 17,00   | серія 53 | 15,00   | серія 86 | 16,20   | серія 145 | 20,50   | серія 172 | 19,20   |
| серія 23 | 16,80   | серія 54 | 14,10   | серія 87 | 18,00   | серія 146 | 21,40   | серія 173 | 19,20   |
| серія 25 | 16,20   | серія 55 | 16,30   | серія 90 | 20,40   | серія 147 | 20,70   | серія 174 | 20,30   |
| серія 26 | 15,60   | серія 56 | 18,40   | серія 91 | 20,50   | серія 148 | 21,20   | серія 175 | 20,80   |
| серія 27 | 16,60   | серія 57 | 19,80   | серія 93 | 20,90   |           |         | серія 176 | 21,40   |
| серія 28 | 17,00   | серія 58 | 20,00   |          |         |           |         | серія 180 | 22,80   |
| серія 29 | 17,20   | серія 59 | 18,60   |          |         |           |         | серія 181 | 26,90   |
| серія 30 | 16,10   | серія 60 | 19,00   |          |         |           |         |           |         |

## Версії
| Рік  | Країна           | Українська назва        | Оригінальна назва   | Кількість | Кількість | В головних ролях                    | Компанія                                                 | Канал                           |
| Рік  | Країна           | Українська назва        | Оригінальна назва   | сезонів   | серій     | В головних ролях                    | Компанія                                                 | Канал                           |
| ---- | ---------------- | ----------------------- | ------------------- | --------- | --------- | ----------------------------------- | -------------------------------------------------------- | ------------------------------- |
| 1952 | Мексика          | Брехня                  | La mentira          | фільм     | фільм     | Марга Лопес, Джордж Мистрал         | Compañía Cinematográfica Mexicana                        | -                               |
| 1965 | Мексика          | Брехня                  | La mentira          | 1         | 62        | Юлісса, Енріке Лісальде             | Telesistema Mexicano S.A.                                | Canal 2                         |
| 1966 | Бразилія         | Наклеп                  | Calúnia             | 1         | 53        | Фернанда Монтенегру, Сержіу Кардозу | TV Tupi                                                  | TV Tupi                         |
| 1970 | Мексика Бразилія | Брехня                  | La mentira          | фільм     | фільм     | Юлісса, Енріке Лісальде             | C Producciones, Cinematográfica Filmex S.A., Magna Films | -                               |
| 1982 | Мексика          | Любов ніколи не помирає | El amor nunca muere | 1         | 195       | Крістіан Бах, Франк Моро            | Televisa                                                 | Las Estrellas                   |
| 1998 | Мексика          | Брехня                  | La mentira          | 1         | 100       | Кейт дель Кастільйо, Гай Екер       | Televisa                                                 | Las Estrellas                   |
| 2008 | Мексика, США     | Клятва                  | El Juramento        | 1         | 104       | Наталія Стрейгнард, Освальдо Ріос   | Telemundo                                                | Telemundo                       |
| 2012 | Бразилія         | Поранені серця          | Corações Feridos    | 1         | 93        | Патрісія Баррос, Флавіо Толезані    | Sistema Brasileiro de Televisão                          | Sistema Brasileiro de Televisão |
| 2015 | Мексика          | Непростимо              | Lo imperdonable     | 1         | 121       | Ана Бренда Контрерас, Іван Санчес   | Televisa                                                 | Las Estrellas                   |

## Нагороди та номінації
| Рік      | Премія                    | Категорія                                                                    | Номінант                                             | Результат |
| -------- | ------------------------- | ---------------------------------------------------------------------------- | ---------------------------------------------------- | --------- |
| 2010 рік | Premios Oye               | Найкраща тема для мильної опери, серіалу, вистави чи фільму іспанською мовою | Cuando me enamoro (Енріке Іглесіас, Хуан Луїс Герра) | Номінація |
| 2010 рік | TV Adicto Golden Awards   | Найкраща злодійка                                                            | Росіо Банкельс                                       | Перемога  |
| 2011 рік | Premios TVyNovelas        | Найкращий серіал                                                             | Карлос Морено                                        | Номінація |
| 2011 рік | Premios TVyNovelas        | Найкраща акторка — злодійка                                                  | Росіо Банкельс                                       | Перемога  |
| 2011 рік | Premios TVyNovelas        | Найкраща акторка-партнерка                                                   | Джессіка Коч                                         | Номінація |
| 2011 рік | Premios TVyNovelas        | Найкращий актор-партнер                                                      | Рене Касадос                                         | Номінація |
| 2011 рік | Premios TVyNovelas        | Найкращий молодий актор                                                      | Елеазар Гомес                                        | Номінація |
| 2011 рік | Premios TVyNovelas        | Найкраща тематична пісня                                                     | Cuando me enamoro (Енріке Іглесіас, Хуан Луїс Герра) | Перемога  |
| 2011 рік | Premios People en Español | Найкраща акторка                                                             | Сільвія Наварро                                      | Номінація |
| 2011 рік | Premios People en Español | Найкращий актор                                                              | Хуан Солер                                           | Номінація |
| 2011 рік | Premios People en Español | Найкраща злодійка                                                            | Росіо Банкельс                                       | Номінація |
| 2012 рік | Premios ACE 2012          | Найкращий характерний актор                                                  | Уго Масіас Макотела                                  | Перемога  |